# Andarivelo

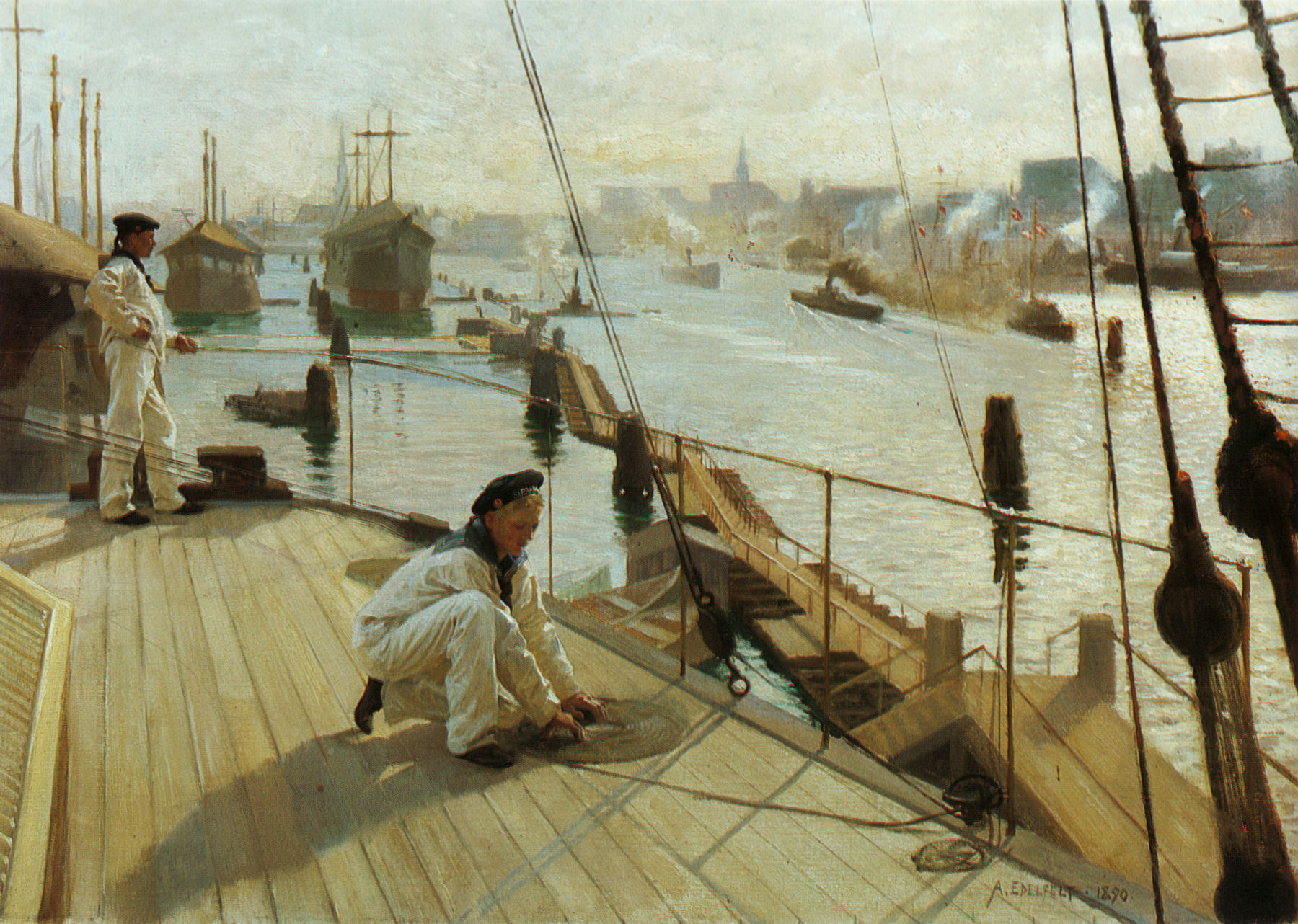
Andarivelo no costado de um navio

O andarivelo, também grafado andré-belo, é um aparelho de força, da família dos cabos de laborar, que consiste num cabo náutico, que serve para içar ou baixar quaisquer volumes, como sejam mastaréus, as vergas, os paus de cutelos, os vaus, entre outras peças da mastreação, do aparelho ou do velame da embarcação.
A estes cabos, quando usados para as vergas do joanete, dá-se o nome de «adriça», ao passo que, se forem usadas para os mastaréus de gávea, já passam a dar pelo nome de «amante».

## Etimologia
A palavra «andarivelo» entra no português por via do castelhano «andarivel», que por seu turno a obteve por via do catalão «andarivell». Este substantivo catalão, por sua vez, teve origem na palavra italiana «andarivello», tratando-se de uma corruptela aglutinativa de «anda e rivieni», que significa «vai volta», em alusão ao movimento de vaivém que se imprime a estes cabos.

Quanto ao substantivo português «andré-belo», trata-se de uma corruptela de «andarivelo».